# Johann Millonigg (Politiker, 1793)
Johann Millonigg (* 16. Februar 1793 in Draschitz/Drašče; † 10. November 1864 in Hohenthurn/Straja Vas) war ein österreichischer Landwirt und Politiker.

## Leben
Millonigg war der Sohn des Landwirts Johann Millonig (* 12. November 1751; † 21. Juni 1797) in Draschitz und dessen Ehefrau Magdalena geborene Moritsch (* 1757; † 30. Juli 1821). Er war römisch-katholischer Konfession und heiratete am 16. Februar 1824 Maria Brandstätter (* 1. September 1804; † 21. Februar 1890). Aus der Ehe gingen sieben Töchter und fünf Söhne hervor. Er war der Vater von Johann Millonig d. J. und Großvater von Simon Michor.
Er lebte als Land-, Gastwirt, Kaufmann und Grundbesitzer vulgo Stischen/Zdižen in Hohenthurn Nr. 13. Daneben war er Gemeinderichter und von 1851 bis 1857 Bürgermeister in Hohenthurn.
Er war Abgeordneter der Landgemeinden Villach bei den Beratungen des verstärkten ständischen Landtagsausschusses im Mai und Juni 1848. Vom 17. Juli 1848 bis zum 4. März 1849 war er Abgeordneter im Provisorischen Kärntner Landtag. Ab dem 6. September 1848 war er Mitglied des provisorischen Landtagsausschusses.